# Campionato Primavera 1987-1988
Il Campionato Primavera 1987-1988 è la 26ª edizione del Campionato Primavera. Il detentore del trofeo è la Lazio.
La squadra vincitrice del torneo è stato il Torino che guidato da Sergio Vatta si è aggiudicato il titolo di campione nazionale per la sesta volta nella sua storia. Tra i giocatori si segnalano Gianluigi Lentini, Giorgio Venturin, Diego Fuser, Alvise Zago e Giorgio Bresciani.